# Akashic Records of Bastard Magical Instructor
Akashic Records of Bastard Magical Instructor (ロクでなし魔術講師と禁忌教典?, Roku de nashi majutsu kōshi to Akashikku Rekōdo, lett. "I registri Akashici dell'istruttore di magia buono a nulla") è una serie di light novel scritta da Tarō Hitsuji e illustrata da Kurone Mishima, edita da Fujimi Shobō, sotto l'etichetta Fujimi Fantasia Bunko, da luglio 2014 a novembre 2023. Un adattamento manga è stato serializzato sul Monthly Shōnen Ace di Kadokawa Shoten dal 26 marzo 2015 al 25 giugno 2021, mentre un adattamento anime, prodotto da Liden Films, è stato trasmesso in Giappone tra il 4 aprile e il 20 giugno 2017.

## Trama
Sistine Fibel e la sua migliore amica Rumia Tingel sono due studentesse di una prestigiosa accademia magica, dove Sistine spera di venire allenata dai migliori professori al fine di svelare i segreti del misterioso castello volante di Melgalius come ultima volontà di suo nonno. Quando il suo istruttore preferito si ritira improvvisamente, viene sostituito da Glenn Radars, il quale è tutt'altro che professionale. Il "Bastard Magic Instructor" (BMI) sembra essere una persona pigra, incompetente e non molto esperta nel campo della magia, non è un insegnante certificato e non ha nemmeno un punteggio alto nella gilda. Tuttavia ciò è solamente una messinscena, dato che in realtà Glenn sta nascondendo il suo vero potere, in quanto ex assassino dei Corpi Scelti della Corte Imperiale con un passato pieno di rimorso e che soffre di una grave depressione. Nel secondo episodio dell'anime avviene un attacco a scuola da parte dell'istruttore precedente e così Glenn è costretto a mostrare i suoi veri poteri, mentre Sistine rimane sconcertata perché lo aveva giudicato erroneamente incompetente. Con il tempo il neo professore comincerà progressivamente ad uscire dal suo stato di depressione grazie ai suoi studenti, a cui si affezionerà sempre più, cercando di proteggerli da eventuali minacce future che gli si presenteranno dinanzi.

## Personaggi

I protagonisti nella serie anime. Da sinistra: Sara, Rumia, Sistine, Re-L, Glenn, Celica e Albert

Glenn Radars (グレン＝レーダス?, Guren Rēdasu)
Doppiato da: Sōma Saitō
È un ragazzo pigro, pervertito e costantemente annoiato da tutto, il cui obiettivo principale è quello di dormire e rilassarsi. Diventa successivamente un professore, venendo raccomandato da Celica, e finisce per insegnare nella classe di Sistine, dove ricopre il ruolo di supplente. Anche se all'apparenza può sembrare incompetente, in realtà è molto abile nella magia, ma non nel senso tradizionale. Difatti Glenn era un appassionato di magia proprio come Sistine, ma rimase profondamente deluso e amareggiato dalla morte della sua ex compagna Sara Silvers, inoltre è piuttosto restio a parlare del suo passato, dove ricopriva il ruolo di famigerato assassino militare noto come "Il Matto". Ha sviluppato un personale tipo di magia attraverso una carta, chiamata il "Mondo del Matto", che nega l'attivazione di tutte le magie (comprese le proprie) entro un certo raggio d'azione, tuttavia ciò non ha effetto sugli incantesimi lanciati in precedenza. Mentre annulla la magia dei suoi nemici, Glenn li sconfigge facendo sfoggio di grandi abilità di combattimento corpo a corpo, dove si rivela estremamente esperto. Non è in grado di utilizzare magie di combattimento in maniera coerente, dato che non rientrano nelle sue competenze, tuttavia compensa con una conoscenza approfondita del concetto di tutti i tipi di magia, il che lo rende un buon istruttore ma che lo porta spesso in conflitto con gli altri professori, che preferiscono l'approccio tradizionale delle memorizzazione automatica delle formule. Proprio per questo motivo, definisce gli studenti della sua classe come degli "idioti" in quanto non comprendono quale potere vogliono esercitare.
Sistine Fibel (システィーナ＝フィーベル?, Shisutīna Fīberu)
Doppiata da: Akane Fujita
Sistine ammira molto la magia e desidera scoprire il segreto riguardante il castello volante di Melgalius. È una ragazza rigorosa che spesso rimprovera Glenn per il suo atteggiamento sconsiderato. Inizialmente odia il suo nuovo insegnante, ritenendolo incompetente come apparentemente sembra a causa della sua totale mancanza di entusiasmo. Tuttavia, quando questi inizia a svolgere seriamente il suo lavoro, Sistine comincia a rispettarlo a malincuore ritenendolo molto bravo. Il suo carattere e il suo aspetto ricordano quelli di Sara Silvers, l'ex compagna di Glenn, e questo porta il giovane professore ad affezionarsi molto alla ragazza, pur mantenendo un atteggiamento molto scherzoso nei suoi confronti soprannominandola "Gattina Bianca". Nel corso della serie, Sistine comincerà a provare dei sentimenti più profondi per Glenn, ma è troppo timida per rivelarli al diretto interessato. Ha una sorella adottiva di nome Rumia, che la chiama affettuosamente Sisti.
Rumia Tingel (ルミア＝ティンジェル?, Rumia Tinjeru)
Doppiata da: Yume Miyamoto
Rumia è la migliore amica di Sistine nonché sua sorella adottiva. I genitori di Sistine l'hanno adottata dopo essere rimasta l'unica superstite da un attacco ordito da alcuni maghi malvagi. Entra presto in confidenza con Glenn, che spesso la tratta bene, a differenza di Sistine che invece viene spesso presa in giro dall'insegnante. La vera identità di Rumia è quella di Ermiana, la principessa "maledetta" che sarebbe dovuta morire tre anni prima dell'inizio delle vicende della storia. La ragazza ricorda di aver conosciuto Glenn quando era ancora il famigerato assassino noto con il nome de "Il Matto", il quale le salvò la vita, spiegando così il suo affezionamento verso quest'ultimo fin da subito. Rumia ha un alto livello di potere spirituale e un'abilità unica nota come Potenziatrice, che come suggerisce il nome, potenzia il potere spirituale, contrassegnandola come un obiettivo principale da parte degli avidi scienziati chiamati Ricercatori della Sapienza Divina, che vogliono utilizzarla per una serie di esperimenti a scopi malvagi.
Re=L Rayford (リィエル レイフォード?, Ryieru Reifōdo)
Doppiata da: Ari Ozawa
Re=L è una ragazza golosa caratterizzata da un'espressione stoica. È conosciuta come "Il Carro", dato che è talmente abile nel creare spade giganti attraverso l'uso dell'alchimia. È un essere umano artificiale, risultato del "Project: Revive Life" noto anche come "Project Re=L", curato da Sion Rayford, il fratello maggiore della ragazza da cui Re=L ha preso il suo aspetto e i suoi ricordi. Quando Glenn e Albert misero fine al progetto, decisero di "adottarla" nell'esercito. Inizialmente non conosceva le sue origini ma nel corso della storia apprenderà la verità riguardante il suo passato e imparerà ad accettarla, decidendo di vivere per il bene di Glenn.
Albert Frazer (アルベルト＝フレイザー?, Aruberuto Fureizā)
Doppiato da: Hiroki Takahashi
Un mago militare dai lunghi capelli e con lo sguardo acuto, è noto come "La Stella". È il partner di Re=L ed è un altro ex collega di Glenn, che arruola occasionalmente per farsi aiutare in alcune operazioni militari.
Celica Arfonia (セリカ＝アルフォネア?, Serika Arufonea)
Doppiata da: Eri Kitamura
Celica è una maga immortale e professoressa all'accademia. Adottò Glenn in tenera età, una volta cresciuto gli consigliò di intraprendere il ruolo di insegnante supplente, nonostante il carattere del ragazzo suggerisse che non era adatto al lavoro in questione. Così obbliga Glenn a ricoprire tale mansione contro la sua volontà, sperando che possa portare un po' di soddisfazione nella sua vita. È una leggendaria maga in pensione.
Sara Silvers (セラ＝シルヴァース?, Sera Shiruvāsu)
Doppiata da: Minako Kotobuki
Sara era un membro dei Corpi Scelti della Corte Imperiale che occupava la terza posizione nel ruolo de "L'Imperatrice", era l'ex partner di Glenn Radars. La maggior parte delle informazioni riguardanti il suo passato rimangono avvolte nel mistero, ma è noto che era molto amica di Glenn, essendo la sua unica ragione per stare all'interno dei Corpi Scelti. È morta a causa di un attacco da parte di alcuni tossicodipendenti della droga Polvere d'Angelo. Secondo Glenn, era una persona allegra ed energica, e molto spesso la rivede nella sua studentessa Sistine. Veniva chiamata "Cagnolina Bianca" da Glenn, proprio come Sistine viene soprannominata "Gattina Bianca".
Eve Ignite (イヴ＝イグナイト?, Ivu Igunaito)
È la superiore di Glenn e direttrice dei Corpi Scelti della Corte Imperiale. In passato non inviò i rinforzi necessari a Glenn e Sara, il che ha causato la morte di quest'ultima. Nel settimo volume della light novel, incontra nuovamente Glenn e gli dice che gli dimostrerà che tutte le sue scelte sono state giuste. Successivamente viene salvata da quest'ultimo nella battaglia contro Jatice; ha la personalità di una tsundere. Nell'undicesimo volume, diventa un'istruttrice e lavora assieme a Glenn presso la stessa scuola. Prova dei sentimenti che vanno al di là dell'amicizia verso il suo sottoposto, ma cerca di nasconderli.
Alicia III (アリシア三世?, Arishia San-sei)
È l'antenata di Alicia VII ed è la nuova direttrice della scuola in cui Glenn, Celica ed Eve lavorano come istruttori. Avvisa Glenn di non usare la biblioteca del cortile come campo di battaglia.

## Media

### Light novel

#### Akashic Records of Bastard Magical Instructor
La serie di light novel è stata scritta da Tarō Hitsuji con le illustrazioni di Kurone Mishima. Il primo volume è stato pubblicato da Fujimi Shobō, sotto l'etichetta Fujimi Fantasia Bunko, il 19 luglio 2014 e al 17 novembre 2023 ne sono stati messi in vendita in tutto ventiquattro.
| Nº | Titolo italiano (traduzione letterale) Giapponese 「Kanji」 - Rōmaji | Data di prima pubblicazione             | Data di prima pubblicazione |
| Nº | Titolo italiano (traduzione letterale) Giapponese 「Kanji」 - Rōmaji | Giapponese                              |                             |
| 1  | Conosci davvero la magia? 「あなたの知ってるその魔術は、ホンモノですか？」 - Anata no shitteru sono majutsu wa, honmonodesu ka? | 19 luglio 2014 ISBN 978-4-04-070231-5   |                             |
| 2  | Festival magico! Bonus speciale per gli insegnanti privati nella classe vincente!? 「魔術競技祭開催！優勝クラスの担任には特別賞与!?」 - Majutsu kyōgi-sai kaisai! Yūshō kurasu no tan'nin ni wa tokubetsu shōyo!?                                   | 20 novembre 2014 ISBN 978-4-04-070232-2 |                             |
| 3  | Studio di spedizione in una località balneare! Dimostrare il vero potenziale dell'insegnante!! 「海辺のリゾート地で遠征学修！ ロクでなし本領発揮！！」 - Umibe no rizōto-chi de ensei gakushū! Roku de nashi honryō hakki!!                         | 20 marzo 2015 ISBN 978-4-04-070515-6    |                             |
| 4  | Riel, che è in balia del male, fermerà questa confusione---!? 「悪に翻弄されゆくリィエル、この混乱を止めるのは−−!?」 - Aku ni honrō sa re yuku Ryieru, kono konran wo tomeru no wa--!?                                                              | 18 luglio 2015 ISBN 978-4-04-070516-3   |                             |
| 5  | L'insegnante straordinario che è stato nominato - Il fidanzato di Sistine!? 「赴任してきた臨時講師は——システィーナの婚約者!?」 - Funin shite kita rinji kōshi wa—— shisutīna no fianse!?                                                            | 20 novembre 2015 ISBN 978-4-04-070517-0 |                             |
| 6  | Nessun docente alla fine ha sparato!? Glenn porta gli studenti alle antiche rovine! 「ロクでなし講師ついにクビ!? グレン、生徒を連れて古代遺跡へ！」 - Roku de nashi kōshi tsuini kubi!? Guren, seito o tsurete kodai iseki e!                       | 18 giugno 2016 ISBN 978-4-04-070974-1   |                             |
| 7  | Il mago della Corte Imperiale VS gruppo di studio sulla saggezza celeste! 「帝国宮廷魔導士団VS天の智慧研究会！」 - Teikoku kyūtei madō-shi-dan VS Ten no chie kenkyūkai!                                                                            | 20 ottobre 2016 ISBN 978-4-04-070975-8  |                             |
| 8  | Non è abbastanza bello, diventare una donna sciatta e un'insegnante straordinaria in una scuola femminile!? 「ロクでなし、たわわな女性になってお嬢様学校の臨時講師に!?」 - Roku de nashi, tawawana josei ni natte ojōsama gakkō no rinji kōshi ni!? | 18 marzo 2017 ISBN 978-4-04-070976-5    |                             |
| 9  | Questo è l'inizio de "I peggiori tre giorni di Fejite". 「これは、《フェジテ最悪の三日間》の序章——。」 - Kore wa, “Fejite saiaku no mikkakan” no joshō——.                                                                                           | 19 agosto 2017 ISBN 978-4-04-072417-1   |                             |
| 10 | "La legge del re" - Il segreto di "Rumia Tingel" viene rivelato. 「《王者の法》――明かされる《ルミア・ティンジェル》の秘密。」 - “Ōja no hō”―― akasa reru “Rumia Tingel” no himitsu.                                                                 | 17 novembre 2017 ISBN 978-4-04-072419-5 |                             |
| 11 | Eve-Ignite, il mago della Corte, si trasforma in un insegnante a scuola!? 「宮廷魔導士団イヴ=イグナイト、学院講師へ転身!?」 - Kyūtei madō-shi-dan Eve Ignite, gakuin kōshi e tenshin!?                                                              | 20 marzo 2018 ISBN 978-4-04-072420-1    |                             |
| 12 | La pausa del semestre prescolare! Il frigido viaggio nevoso! 「魔術学院前学期休み！ 極寒のスノリア旅行！」 - Majutsu gakuinmae gakki yasumi! Gokkan no Sunoria ryokō!                                                                               | 20 luglio 2018 ISBN 978-4-04-072722-6   |                             |
| 13 | Combatti per te stesso! Glenn VS Albert!! 「己が信念のために戦え！ グレンＶＳアルベルト！！」 - Onore ga shin'nen no tame ni tatakae! Guren VS Aruberuto!!                                                                                          | 20 novembre 2018 ISBN 978-4-04-072723-3 |                             |
| 14 | Il round di selezione della squadra nazionale dell'impero di Arsano, inizia! 「アルザーノ帝国代表選抜戦、開幕！」 - Aruzāno teikokudaihyō senbatsu-sen, kaimaku!                                                                                    | 20 marzo 2019 ISBN 978-4-04-072724-0    |                             |
| 15 | Festival magico incandescente! Il vento più veloce VS genio della fiamma!! 「魔術祭典、白熱！ 最速の風使いVS.炎の魔神!!」 - Majutsu saiten, hakunetsu! Saisoku no kaze tsukai VS. Honō no majin!!                                                   | 20 agosto 2019 ISBN 978-4-04-073272-5   |                             |
| 16 | La preparazione di un mago e il caos delle controindicazioni. 「魔術師の覚悟と禁忌教典の騒乱。」 - Majutsu-shi no kakugo to kinki kyōten no sōran.                                                                                                  | 18 gennaio 2020 ISBN 978-4-04-073273-2  |                             |
| 17 | Il tradimento del duca Ignite. Colpo di stato "di fiamma" 「公爵家イグナイトの裏切り。クーデター『炎の一刻半』」 - Kōshaku-ka Igunaito no uragiri. Kūdetā “honō no ittokihan”                                                                       | 17 luglio 2020 ISBN 978-4-04-073736-2   |                             |
| 18 | Il tempio astronomico di Taum, il mistero di Melgario: Arriva il momento della battaglia decisiva! 「タウム天文神殿、メルガリウスの謎ーー決戦の時、来たる！」 - Taumu tenmon shinden, Merugariusu no nazo - Kessen no toki, kitaru!                 | 19 dicembre 2020 ISBN 978-4-04-073737-9 |                             |
| 19 | Nel corso degli anni Glenn finisce in un'era leggendaria 「幾年の時を超えーー伝説の時代に、グレンが駆ける」 - Ikutose no toki o koe ̄̄ densetsu no jidai ni, Guren ga kakeru                                                                          | 18 giugno 2021 ISBN 978-4-04-074147-5   |                             |
| 20 | I sentimenti affidati provocano un miracolo! 「託した想いが、奇跡を起こすーー！」 - Takushita omoi ga, kiseki o okosu! | 19 febbraio 2022 ISBN 978-4-04-074148-2 |                             |
| 21 | La disperata battaglia decisiva di Fejite. E alle fine dello shock...!? 「絶体絶命のフェジテ決戦。そして、訪れる衝撃の幕切れ……!?」 - Zettai zetsumei no Fejite kessen. Soshite, otozureru shōgeki no makugire……!?                                   | 17 giugno 2022 ISBN 978-4-04-074579-4   |                             |
| 22 | Glenn VS Jatice! Finalmente si alza il sipario sulla battaglia finale 「グレンvsジャティス！ ついに最終決戦の幕が上がる」 - Guren vs Jatisu! Tsuini saishū kessen no maku ga agaru                                                                  | 20 aprile 2023 ISBN 978-4-04-074580-0   |                             |
| 23 | Il mondo dei sogni in cui hai vagato. L'unico modo per uscire di qui è... 「迷い込んだ夢の世界。 ここから抜け出す唯一の方法は――」 - Mayoikonda yume no sekai. Koko kara nukedasu yuiitsu no hōhō wa――                                               | 20 ottobre 2023 ISBN 978-4-04-075143-6  |                             |
| 24 | È adesso verrà raccontata la verità sulle scritture tabù 「そして今、禁忌教典の真実が語られる――」 - Soshite ima, kinki kyōten no shinjitsu ga katara reru――                                                                                         | 17 novembre 2023 ISBN 978-4-04-075184-9 |                             |

#### Memory Records of Bastard Magical Instructor
Una serie spin-off intitolata Memory Records of Bastard Magical Instructor (ロクでなし魔術講師と追想日誌?, Roku de nashi majutsu kōshi to tsuisō nisshi, lett. "Le registrazioni di memoria dell'istruttore di magia buono a nulla") viene scritta sempre da Tarō Hitsuji e illustrata da Kurone Mishima. Il primo volume è stato pubblicato da Fujimi Shobō, sotto l'etichetta Fujimi Fantasia Bunko, il 19 marzo 2016 e al 19 ottobre 2024 ne sono stati messi in vendita in tutto undici. La storia narra il passato di Glenn, il protagonista della serie.
| Nº | Titolo italiano (traduzione letterale) Giapponese 「Kanji」 - Rōmaji | Data di prima pubblicazione              | Data di prima pubblicazione |
| Nº | Titolo italiano (traduzione letterale) Giapponese 「Kanji」 - Rōmaji | Giapponese                               |                             |
| 1  | La prima raccolta di racconti brevi delle lezioni speciali di magia di Glenn! 「ロクでなしグレンの特別魔術講義が詰まった初の短編集！」 - Roku de nashi Guren no tokubetsu majutsu kōgi ga tsumatta hatsu no tanhenshū!                             | 19 marzo 2016 ISBN 978-4-04-070867-6     |                             |
| 2  | I giorni da studente di Glenn, un magico istruttore buono a nulla, sono ora svelati! 「ロクでなし魔術講師・グレンの学生時代がいま明らかに！」 - Roku de nashi majutsu kōshi Guren no gakusei jidai ga ima akiraka ni!                              | 20 aprile 2017 ISBN 978-4-04-072226-9    |                             |
| 3  | L'era dell'impiego civile di Glenn: Impronte della cagnolina bianca Sera 「グレン軍属時代――白犬・セラの足跡。」 - Guren gunzoku jidai ―― Hakuken Sera no ashiato.                                                                                  | 20 settembre 2018 ISBN 978-4-04-072725-7 |                             |
| 4  | Bambino nascosto scoperto a Glenn!? 「グレンに隠し子発覚!?」 - Guren ni kakushigo hakkaku!? | 19 gennaio 2019 ISBN 978-4-04-072726-4   |                             |
| 5  | La dignità della giustizia. 「正義の品格――。」 - Seigi no hinkaku――. | 19 ottobre 2019 ISBN 978-4-04-073274-9   |                             |
| 6  | La forte pressione della prestigiosa fiamma magica. 「魔導の名門・イグナイトの重圧。」 - Madō no meimon Igunaito no jūatsu. | 19 marzo 2020 ISBN 978-4-04-073275-6     |                             |
| 7  | Chi del seggio studentesco della sposa ha sposato Glenn e ha combattuto!? 「グレンと結婚した相手は――教え子たちの花嫁の座・争奪戦!?」 - Guren to kekkon shita aite wa ―― oshiego-tachi no hanayome no za sōdatsu-sen!?                              | 17 ottobre 2020 ISBN 978-4-04-073738-6   |                             |
| 8  | La persona che ho incontrato per la prima volta era tremendamente spaventosa e davvero gentile 「初めて会ったその人は震える程に恐ろしく、本当に優しい人だった」 - Hajimete atta sono hito wa furueru hodo ni osoroshiku, hontōni yasashī hitodatta | 19 marzo 2021 ISBN 978-4-04-073739-3     |                             |
| 9  | Il senso della mia vita era questo 「私が生きている意味はーーこれだったんだ」 - Watashi ga ikite iru imi wa ̄̄ koredatta nda | 20 ottobre 2021 ISBN 978-4-04-074287-8   |                             |
| 10 | Anche se voglio dimenticarla non ci riesco, il triste ricordo della fanciulla che ho perduto 「忘れたくても忘れられない、彼女を喪った哀しき記憶」 - Wasuretakute mo wasurerarenai, kanojo o ushinatta kanashiki kioku                              | 18 novembre 2022 ISBN 978-4-04-074772-9  |                             |
| 11 | Il giorno della laurea dopo la battaglia. Sta per iniziare l'ultima lezione...? 「戦いを終え迎えた卒業の日。最後の授業がいま始まる――？」 - Tatakai o oe mukaeta sotsugyō no hi. Saigo no jugyō ga ima hajimaru?                                    | 19 ottobre 2024 ISBN 978-4-04-075620-2   |                             |

### Manga
Un adattamento manga, disegnato da Aosa Tsunemi, è stato serializzato sulla rivista Monthly Shōnen Ace di Kadokawa Shoten dal 26 marzo 2015 al 25 giugno 2021. Al 26 agosto 2021, i vari capitoli sono stati raccolti in sedici volumi tankōbon. In America del Nord i diritti sono stati acquistati da Seven Seas Entertainment.

#### Volumi
| 1  | 26 novembre 2015                              | ISBN 978-4-04-103672-3 |
| 1  | Capitoli - Lecture I-IV - Special Lecture     |                        |
| 2  | 26 dicembre 2015                              | ISBN 978-4-04-103673-0 |
| 2  | Capitoli - Lecture V-IX                       |                        |
| 3  | 26 maggio 2016                                | ISBN 978-4-04-104429-2 |
| 3  | Capitoli - Lecture X-XIII                     |                        |
| 4  | 26 ottobre 2016                               | ISBN 978-4-04-104430-8 |
| 4  | Capitoli - Lecture XIV-XVIII                  |                        |
| 5  | 25 marzo 2017                                 | ISBN 978-4-04-104431-5 |
| 5  | Capitoli - Lecture XIX-XXIII                  |                        |
| 6  | 26 settembre 2017                             | ISBN 978-4-04-106087-2 |
| 6  | Capitoli - Lecture XXIV-XXVIII                |                        |
| 7  | 26 febbraio 2018                              | ISBN 978-4-04-106560-0 |
| 7  | Capitoli - Lecture XXIX-XXXII                 |                        |
| 8  | 24 luglio 2018                                | ISBN 978-4-04-107148-9 |
| 8  | Capitoli - Lecture XXXIII-XXXVI               |                        |
| 9  | 26 novembre 2018                              | ISBN 978-4-04-107614-9 |
| 9  | Capitoli - Lecture XXXVII-XL                  |                        |
| 10 | 26 marzo 2019                                 | ISBN 978-4-04-107615-6 |
| 10 | Capitoli - Lecture XLI-XLIV                   |                        |
| 11 | 26 agosto 2019                                | ISBN 978-4-04-108586-8 |
| 11 | Capitoli - Lecture XLV-XLVIII                 |                        |
| 12 | 26 dicembre 2019                              | ISBN 978-4-04-108587-5 |
| 12 | Capitoli - Lecture XLIX-LII                   |                        |
| 13 | 26 giugno 2020                                | ISBN 978-4-04-109339-9 |
| 13 | Capitoli - Lecture LIII-LVII                  |                        |
| 14 | 26 ottobre 2020                               | ISBN 978-4-04-109342-9 |
| 14 | Capitoli - Lecture LVIII-LXII                 |                        |
| 15 | 26 marzo 2021                                 | ISBN 978-4-04-109343-6 |
| 15 | Capitoli - Lecture LXIII-LXVII                |                        |
| 16 | 26 agosto 2021                                | ISBN 978-4-04-111706-4 |
| 16 | Capitoli - Lecture LXVIII-LXXI - Last Lecture |                        |

### Anime
Annunciato il 19 marzo 2016 sul Dragon Magazine di Fujimi Shobō, un adattamento anime di dodici episodi, prodotto da Liden Films e diretto da Minato Kazuto, è andato in onda dal 4 aprile al 20 giugno 2017. La composizione della serie è stata affidata a Tōko Machida, mentre la colonna sonora è stata composta da Hiroaki Tsutsumi. Le sigle di apertura e chiusura sono rispettivamente Blow out di Konomi Suzuki e Precious You delle doppiatrici Akane Fujita, Yume Miyamoto e Ari Ozawa. In tutto il mondo, ad eccezione dell'Asia, gli episodi sono stati trasmessi in streaming in simulcast, anche coi sottotitoli in lingua italiana, da Crunchyroll.

#### Episodi
| Nº           | Titolo italiano Giapponese 「Kanji」 - Rōmaji                                              | In onda        | In onda |
| Nº           | Titolo italiano Giapponese 「Kanji」 - Rōmaji                                              | Giapponese     |         |
| Lecture I    | Il bastardo svogliato 「やる気のないロクでなし」 - Yaruki no nai roku de nashi             | 4 aprile 2017  |         |
| Lecture II   | Un briciolo di motivazione 「ほんのわずかなやる気」 - Hon no wazuka na yaruki              | 11 aprile 2017 |         |
| Lecture III  | Il Matto e la Morte 「愚者と死神」 - Gusha to Shinigami                                    | 18 aprile 2017 |         |
| Lecture IV   | La competizione magica 「魔術競技祭」 - Majutsu kyōgi-sai                                  | 25 aprile 2017 |         |
| Lecture V    | La regina e la principessa 「女王と王女」 - Joō to ōjo                                     | 2 maggio 2017  |         |
| Lecture VI   | L'essere malvagio 「邪悪なる存在」 - Jaaku naru sonzai                                     | 9 maggio 2017  |         |
| Lecture VII  | Il mare delle stelle cadenti 「星降る海」 - Hoshi furu umi                                 | 16 maggio 2017 |         |
| Lecture VIII | Il Matto e la Stella 「愚者と星」 - Gusha to Hoshi                                         | 23 maggio 2017 |         |
| Lecture IX   | Una ragione per vivere 「生きる意味」 - Ikiru imi                                          | 30 maggio 2017 |         |
| Lecture X    | Il cacciatore di dote!? 「逆玉！？」 - Gyaku tama                                          | 6 giugno 2017  |         |
| Lecture XI   | Faccia a faccia! Il duello magico a squadre 「決戦！魔導兵団戦」 - Kessen! Madō heidan-sen | 13 giugno 2017 |         |
| Lecture XII  | Il posto che ho trovato per me 「見つけた居場所」 - Mitsuketa ibasho                       | 20 giugno 2017 |         |

## Accoglienza
Il sesto volume della light novel ha venduto complessivamente 8 551 copie tra il 13 e il 19 giugno 2016. Il settimo volume ha raggiunto le 13 622 copie circa tra il 17 e il 23 ottobre 2016.
Il primo volume di Memory Records of Bastard Magical Instructor ha venduto 7 907 copie tra il 21 e il 27 marzo 2016, per poi raggiungere le 13 889 copie complessive. Il secondo volume invece ha totalizzato 11 983 copie tra il 17 e il 23 aprile 2017.
Nella prima metà del 2017 la light novel principale è stata la settima serie di romanzi più venduta, totalizzando 275 579 copie vendute